# もくなび
『もくなび』は、2004年10月7日から2005年10月27日まで北海道放送（HBCテレビ）で木曜日 23:55 - 24:25 （金曜日未明 0:25、JST）に放送されていた深夜番組。全52回。
元々は『北海道大好きっ!』（後の『みるラジ』）というHBCラジオの番組を紹介するミニ番組で、2001年4月から2004年3月まで月曜日深夜に放送された『よるなび』という深夜番組が前身。
後番組は『LOVE ON TV』。
北海道放送が自社製作番組の動画配信サイト・HBC-BBを運営していた当時は、同サイトで再放送が行われていた。

## 出演者
- YASU
- 石黒めぐみ
- 山田泰子（北海道放送アナウンサー）
- 田村美香（ナレーター）
- 邑田みさき（初期のナレーター）

## 放送された主な企画
- 地下鉄全線歩いて制覇計画
- プリティ・プリンセス
- 屈斜路湖の旅
- JJ10連発
- うまいもの10連発
- TOEICお受験
- もくなびinアイルランド